# Laura Nyro
Laura Nyro [niːrəʊ] (* 18. Oktober 1947 als Laura Nigro in New York City; † 8. April 1997 in Danbury, Connecticut) war eine US-amerikanische Sängerin und Songautorin. Ihr wird von Kollegen und Musikkritikern großer Einfluss auf die Popmusik der späten 1960er und 1970er Jahre zugeschrieben, wobei das breite Publikum sie eher als Songwriterin, die Fachwelt sie eher als Sängerin und Pianistin wahrnahm. Laura Nyro – den Künstlernamen wählte sie zur Vermeidung der Assoziation mit dem gleichklingenden Pejorativ Negro und als Hommage an ihre Geburtsstadt – war eine der ersten Frauen des Genres, die von der Komposition über die Arrangements bis zur Interpretation ihrer Musik alles selbst beherrschte und sich dadurch eine erhebliche künstlerische Unabhängigkeit von der damals nahezu allmächtigen Plattenindustrie schaffen konnte.

## Ein „Shooting star“ zwischen Pop und Jazz
Geboren und aufgewachsen ist die Tochter einer Familie mit italienisch-katholischen und russisch-jüdischen Wurzeln im New Yorker Stadtteil Bronx. Ihr Vater Louis Nigro war Jazztrompeter und Klavierstimmer, ihre Mutter Gilda, geborene Mirsky, liebte die Musik von Debussy, Persichetti und die Stimme von Leontyne Price. Die Familie besaß seit Ende der 1950er ein 75 Jahre altes Steinway-Klavier, auf dem Laura und ihr drei Jahre jüngerer Bruder Jan das Klavierspielen erlernten – Laura überwiegend als Autodidaktin; den Klavierunterricht brach sie nach kurzer Zeit ab, weil sie sich von ihrem Lehrer zu sehr gegängelt fühlte. Außerdem brachte sie sich das Gitarrenspielen bei. Über ihre Kindheit erzählte sie dem Life Magazine 1970: „Ich habe immer gesungen, seit ich Töne von mir geben konnte. Und ich habe immer kurze Gedichte geschrieben; mit acht oder neun begann ich, kleine Lieder zu verfassen.“ Dazu sang sie gelegentlich mit einigen puerto-ricanischen Nachbarsjungen zusammen Doo-Wop-Songs im U-Bahnhof Grand Concourse nahe ihrem Elternhaus – „Die Akustik war dort unübertrefflich, und aus Eingangshallen von Bürohäusern wurden wir hinausgeworfen.“ Als Teenager (um 1964) waren ihre Lieblingsmusiker überwiegend afroamerikanische Frauen, vor allem Patti LaBelle (siehe unten), The Orlons, Martha & The Vandellas, Nina Simone, aber auch Joan Baez und Curtis Mayfield sowie die Jazzer Billie Holiday, John Coltrane und Miles Davis. Kurz vor ihrem Tod bezeichnete Laura Nyro ihre musikalischen Vorlieben dieser Jahre als „cross section of different kinds of music“.

### 1966/67: Erste Plattenaufnahmen, erste Auftritte
Mit siebzehn verließ sie vorzeitig die Manhattan High School of Music and Art, um ausschließlich für ihre Musik zu leben. 1966 spielte sie erstmals in einem Plattenstudio vor: Jerry Schoenbaum, der Direktor des Verve-Labels, war beeindruckt von ihrem Vortrag, weil „ihre Melodien so fremdartig [waren]  und sich von allem in dieser Zeit gängigen Material unterschieden – die Taktlänge, die Akkordfolgen, die Texte, alles war ungewöhnlich“. Und obwohl Laura Nyro sich weigerte, andere als ihre eigenen Songs zu spielen, produzierte Herb Bernstein mit ihr eine Langspielplatte. Dies blieb die einzige Produktion, bei der sie sich noch zu kleinen Kompromissen überreden ließ, so sehr Bernstein sich auch bemühte („Wenn du alle 30 Sekunden das Tempo wechselst, verlierst du den normalen Hörer“), und es war die einzige Platte, auf der sie nicht selbst am Klavier saß, sondern von Stan Free, einem Studiomusiker, begleitet wurde. Schon als Newcomer wies sie einen enormen Willen auf, von ihr für richtig Befundenes gegen alle Versuche einer Glättung und Kommerzialisierung durchzusetzen. Das war in dieser Zeit – zumal bei Frauen – im Musikbusiness alles andere als die Regel, wie sich ihre Kollegin Janis Ian („Society’s Child“) erinnerte: „Als Sängerin wurde dir kaum einmal erlaubt, bei deinen Aufnahmen auch noch ein Instrument zu spielen; niemand erwartete, dass du deine Songs selbst verfasst oder gar die Studioband anleitest. Dafür waren die Jungs vorgesehen.“ Im Februar 1967 kam die LP unter dem Titel More Than a New Discovery in die Läden und zu den Disc Jockeys der Radiosender. In New York waren Nyros Titel relativ selten zu hören, in Florida und insbesondere an der Westküste hingegen wurden Songs wie Wedding Bell Blues und And When I Die sehr häufig aufgelegt. Eine frühe Liebhaberin ihrer Musik war Lesley Gore, die in dieser Zeit zusammen mit ihrem Bruder Michael mit Ride a Tall White Horse einen allerdings erst Jahrzehnte später veröffentlichten Song schrieb, den Nyros Biographin Michele Kort „eine unerschrockene Hommage und musikalische Zitatensammlung“ nennt.
Deswegen gab sie Anfang 1967 eine Serie von Konzerten im hungry i, einem Club in San Francisco, und wurde von Mitveranstalter Lou Adler für den 17. Juni 1967 zum legendären Monterey Pop Festival eingeladen, wo sie am zweiten Tag zwischen den Byrds und Jefferson Airplane auftrat und vier ihrer Songs zum Besten gab. Entgegen ihrer sonstigen Gewohnheit wurde sie dabei von zwei Mitgliedern der schwarzen Vokalgruppe Hi Fashions unterstützt und saß nicht am Klavier, sondern stand neben diesen beiden auf der Bühne; begleitet wurde sie zudem von der sechsköpfigen Festival-Bigband. Die beiden Background-Sängerinnen trugen dunkelblaue Cocktailkleider, Nyro ein schwarzes, knöchellanges Kleid, das eine Schulter frei ließ und einen Stoffflügel hervorbrachte, wenn sie ihren Arm zu einer ausladenden Geste hob.
Diese akustische wie optische Erscheinung dürfte für manchen Konzertbesucher in „Bell Bottoms“, Poncho und mit Glockenkettchen mindestens gewöhnungsbedürftig gewesen sein oder – wie es ihr erster Manager Art Mogull unmittelbar anschließend formulierte – ihn an „drei tanzende Elefanten im Zirkus“ erinnert haben. Etwas höflicher drückt es Donald Clarke aus: „Sie war hoffnungslos unpassend angezogen.“

### Der „Glücksfall Geffen“
Nach Monterey befand Laura Nyro sich in einem Stimmungstief. Ihren dortigen Auftritt sah sie als völligen Flop an (dagegen: siehe unten), die erste LP war ihr noch zu kommerziell ausgefallen und ihr Clubgastspiel charakterisierte die Sängerin mit dem schwarzen, mehr als hüftlangen Haar mit den Worten, sie wolle nie wieder „vor einem Haufen Autoverkäufer, die viel trinken und sich während der Songs unterhalten“, auftreten. Gleichzeitig schrieb sie aber zahlreiche neue Songs, und ihre Platten – Verve hatte Wedding Bell Blues auch als Single herausgebracht – waren zwar keine Top-Hits, aber auch keine Ladenhüter.
Vor allem aber bemühte sich mit David Geffen einer der wichtigsten Männer der US-Musikindustrie intensiv darum, ihr Agent zu werden – eine auf den ersten Blick absolut unpassende Kombination: hier die introvertierte, ja, spröde, dem musikalischen Mainstream abholde Künstlerin, dort der umtriebige spätere „Plattenmogul“, der jeden kannte, mit jedem über jeden sprach und ein untrügliches Gespür für Middle-of-the-road-Trends und geschäftlichen Erfolg besaß. Geffen war sich, seit er Nyro zum ersten Mal im Radio gehört hatte, vollkommen sicher, die Top-Künstlerin der folgenden Jahre entdeckt zu haben, und setzte alle Hebel in Bewegung, auch Nyro davon zu überzeugen. Als ihm das nach kurzer Zeit gelungen war, kaufte er als erstes sämtliche Rechte an ihren Songs zurück und zahlte ihre bisherigen Agenten aus (das war ihm insgesamt 470.000 $ wert); dabei machte er sich die Tatsache zunutze, dass Laura Nyro noch keine 21 gewesen war, als sie ihre ersten Verträge unterschrieben hatte. Anschließend gründete er mit ihr zusammen den Musikverlag Tuna Fish Music und räumte ihr in der folgenden Zusammenarbeit einen Grad von künstlerischer Autonomie ein, der selbst Jahrzehnte später in dieser Branche noch keineswegs zum Standard gehörte. Des Weiteren schloss er für sie einen Plattenvertrag mit Columbia Records ab und sorgte dafür, dass dort nur Personen an den Aufnahmen beteiligt waren, die sich darum bemühten, für sie arbeiten und mit ihr zusammenspielen zu dürfen. Auch bezüglich der Studiotechnik war dieser Wechsel ein Fortschritt: die neuen Acht-Spur-Aufnahmegeräte (Verve verfügte damals nur über Vier-Spur-Technik) ermöglichten bei der Tonabmischung einen sehr viel volleren Sound und erleichterten beispielsweise Laura Nyros Wunsch, anstelle fremder Hintergrundgesangsgruppen selbst einen mehrstimmigen Background Chorus aufzunehmen.
So ungleich Nyro und Geffen waren, so perfekt harmonierten sie miteinander; die Credits auf den Hüllen ihrer nächsten beiden Platten nennen Geffen ausdrücklich als „agent and friend“. Im März 1968 erschien ihre zweite Langspielplatte, Eli and the Thirteenth Confession, und schon im Oktober begann sie mit den Aufnahmen zu ihrem dritten Album.

### 1969: Die „New York Tendaberry“ auf dem Gipfel
Ab 1968 war Laura Nyro für etwa ein Jahr mit Jim Fielder, dem Bassisten von Blood, Sweat & Tears, liiert. Da auch deren Drummer Bobby Columby ein glühender Verehrer ihrer Musik war – er hielt Eli für eines der besten Popalben überhaupt –, probte die Band nach dem Weggang ihres Gründers Al Kooper gemeinsam mit ihr. Mit den Resultaten waren alle Musiker mehr als zufrieden, und Nyro, die den Klang von Trompete, Horn und Posaune liebte, hätte das folgende Angebot, Frontfrau bei BS&T zu werden, gerne angenommen. Erst David Geffen konnte ihr dies schließlich ausreden, der erkannte, dass ihre leiseren, geheimnisvollen Seiten dabei nicht mehr so zum Tragen kommen würden. Deshalb fiel die Wahl der Gruppe stattdessen auf David Clayton-Thomas als neuen Lead-Sänger; Nyro besuchte auch danach gelegentlich noch Proben von BS&T.
Parallel dazu arbeitete sie an ihrer neuen LP New York Tendaberry. „Tendaberry“ war eine Nyro’sche Wortschöpfung, mit der sie den weichen (englisch tender) Kern unter New Yorks rauer Asphaltschale ausdrücken wollte, was zugleich als Synonym für sie selbst verstanden wurde. Es sollte das experimentellste ihrer frühen Alben werden – die Zeit dafür war reif: im November 1968 war das White Album der Beatles erschienen –, und sie ging mit einer unglaublichen Akribie jedes Detail an, nicht nur musikalisch, sondern sie entwarf auch eigenhändig Skizzen für das Plattencover. Wenn sie nicht im Studio arbeitete, saß sie in ihrer Wohnung am Piano und schliff stundenlang weiter an einzelnen Akkorden: „Wenn ich eine Platte aufnehme, bin ich kein Mensch, keine Frau. Ich schlafe nicht und will mit niemandem reden. Ich brauche keine Aufputschmittel dazu, ich bin auf hormonellem Speed.“ Alleine die Gesangsaufnahmen dauerten bis in den Sommer 1969 hinein, wobei die erneut verbesserten technischen Möglichkeiten (Columbia verfügte jetzt sogar über 16-Spur-Maschinen) noch mehr Raum zum Ausprobieren von Klangeffekten boten. Drei Monate später war auch die perfektionistische Künstlerin mit dem Ergebnis zufrieden, und am 24. September 1969 erschien ihre dritte LP, die wie schon ihre zweite zusätzlich einen Einleger mit den Liedtexten enthielt. Die Produktionskosten (zwischen 50 und 60.000 $) waren doppelt so hoch wie normalerweise veranschlagt. Geffen musste – auch wegen der permanenten Beanspruchung des Studios – mehr als einmal die Columbia-Bosse beschwichtigen, und sein bestes Argument war schließlich, dass die Platte glänzende Kritiken bekam (beispielsweise „Nyro erhebt die Popmusik auf die Stufe ernsthafter Kunst“ und „Mit noch nicht 22 wetteifert sie eher mit den Giganten der Vergangenheit, Gershwin eingeschlossen, als mit den Rivalen der Gegenwart“) und es bis auf Platz 32 der LP-Charts brachte; damit sollte diese musikalisch sehr anspruchsvolle Platte zugleich ihre kommerziell erfolgreichste werden.
Bereits im Januar 1969 war Laura Nyro zwei Mal im Fernsehen zu sehen, zunächst in der seriösen Kultursendung Critique, in der sie sechs Lieder sang, von dem New-York-Times-Journalisten William Kloman interviewt wurde und wo Gastgeber John Daly anschließend zwei Musikkritiker ihren Stil analysieren ließ. Diese Sendung zeigte die beiden Gesichter des Multitalents – im Gespräch war sie zu schüchtern, in ihrer Musik dafür unkontrollierbar: „Singing for me is the closest thing to flying.“ Auch dies hat dazu beigetragen, dass es nur wenige Filmaufnahmen von ihr gibt (siehe unten).

Vierzehn Tage später war sie zusammen mit Stevie Wonder, Judy Collins und Buddy Rich in Bobby Darins NBC-Special Kraft Music Hall presents The Sound of the Sixties zu Gast, musste diesmal nur singen und brauchte nicht zu reden.

Während des Frühjahrs gab sie eine Serie kleiner Konzerte in Colleges an der Ostküste und nahm ein Engagement im „Mekka der Singer-Songwriter“, dem Troubadour in West Hollywood, an. Eine Einladung zum Woodstock-Festival im August sagte sie angesichts der negativen Erinnerungen an das Monterey-Festival kurzfristig ab. Dafür trat sie am 29. November 1969 bei zwei ausverkauften Konzerten in der Carnegie Hall auf, die sie mit dem Titelsong ihrer dritten LP eröffnete und anschließend 90 Minuten lang ihre Kompositionen vortrug, ergänzt um Spanish Harlem, das, wie so viele eigene Lieder auch, ihre Heimatstadt zum Inhalt hat.
In derselben Novemberwoche standen zudem gleich drei Coverversionen von Nyro-Songs in den Top Ten von Billboard: Wedding Bell Blues, And When I Die und Eli’s Coming.

## Die Entwicklung ihres Musikstils

### Gesang und Instrumentierung
Ihre Arrangements und die Art ihres Vortrags waren weit entfernt vom gängigen Pop-Hit-Schema jener Jahre. Auf der dritten LP, New York Tendaberry, beispielsweise findet sich praktisch kein Titel, den Laura Nyro nach dem üblichen Strophe-Refrain-Muster vorträgt (nur Time and Love und Save the Country weisen annähernd typische Popstrukturen auf); viele ihrer Songs darauf wirken wie halbfertige Entwürfe, in denen sie ihre Gedanken, mit sich selbst im Dialog, assoziativ aneinanderreiht. Von der Instrumentierung her bestehen sie fast ausschließlich aus Nyros Klavierspiel und ihrer einmal leise-zögerlichen, dann wieder raumfüllenden Mezzosopranstimme; nur vereinzelt und kurz unterstützen Percussion- und Schlaginstrumente den Vortrag, selten betonen eine Handvoll Blechbläser oder Streicher einige wenige Takte. Spärlich sind auch die Passagen, in denen ein mehrstimmiger Background Chorus – auch auf dieser Studioaufnahme von Nyro selbst in Overdubs eingesungen - die Hauptstimme begleitet. Charlie Calello, ihr Co-Produzent bei Columbia, sagte dazu: „Nachdem sie ein Lied am Piano komponiert hatte, war es komplett. Ich fügte einen Bass hinzu, und das Arrangement war abgeschlossen – hätte ich noch ein Schlagzeug ergänzt, wäre der Song schon überinstrumentiert gewesen.“

Rhythmus und Tempo der Lieder werden im Wesentlichen von ihrem Pianospiel vorgegeben: wenige, lang ausklingende Akkorde gehen unvermittelt in einen mitreißenden Boogie-Woogie-Stil über, nur um nach einigen Sekunden abrupt abzubrechen und Raum für ein A cappella zu geben, wie die einzelnen Songs überhaupt durch wiederholte musikalische Brüche charakterisiert sind. Was wie Improvisation wirkt, war tatsächlich das Produkt durchgeplanter Kompositionen und Arrangements. Es fällt schwer, sich vorzustellen, dass etliche ihrer Titel – wenn auch in „geglätteten“ Versionen durch andere Interpreten – hohe Popchartpositionen erreichen konnten. Gleichzeitig fand sie auch Anerkennung in der Jazzszene: Down Beat nannte sie „eine der besten Jazzsängerinnen der letzten Jahre“.

### Die Komponistin und Textautorin
Kommerziell weitaus erfolgreicher war sie seit Mitte der 1960er als Songschreiberin: aus ihrer Feder stammen eine Vielzahl von Evergreens, darunter And When I Die (von Peter, Paul and Mary, danach auch von Blood, Sweat & Tears interpretiert), Eli’s Coming (ein großer Hit für Three Dog Night), Stoney End (interpretiert von Barbra Streisand), Wedding Bell Blues, Stoned Soul Picnic, Sweet Blindness (alle Titel von The Fifth Dimension gesungen) und Save the Country (u. a. von Julie Driscoll & The Brian Auger Trinity). Ihr Werk schöpfte aus zahllosen musikalischen Quellen: sie verwendete Elemente des Soul, Jazz, Blues, Gospel, der Folk Music, des R&B und selbst der Klassik auf eine Weise, die eine simple Einordnung ihrer Musik unter einem der gängigen stilistischen Oberbegriffe verbietet.
Die Vielfalt der Stilrichtungen, die in ihre Lieder einflossen, spiegelt sich in dem breiten Spektrum von Künstlern wider, die Nyro-Titel aufnahmen: dazu zählen Suzanne Vega, Mongo Santamaría, Junior Walker and The All Stars, Chet Atkins, Frank Sinatra, Linda Ronstadt, George Duke, Thelma Houston und viele mehr. Sie komponierte auch den Titelsong Broken Rainbow zu dem gleichnamigen Film über die Vertreibung der Navajo, der 1986 den Oscar in der Sparte „Dokumentation“ gewann.
Ironischerweise war Laura Nyros bestverkaufte Single als Sängerin, der 1962er Drifters-Hit Up on the Roof (diese Auskoppelung von ihrer vierten LP, Christmas and the Beads of Sweat, erreichte 1970 Platz 92 der Billboard Hot 100), keine eigene, sondern eine Goffin/King-Komposition.
Als Zeichen ihrer Wertschätzung für die Kompositionen Carole Kings trug sie bei ihrem Live-Konzert am 30. Mai 1971 im New Yorker Fillmore East Natural Woman und Up on the Roof vor; King bedankte sich drei Wochen später bei ihrem legendären Carnegie-Hall-Konzert bei der „fine lady“ und stellte Nyros Interpretationen ihrer Songs über die von Barbra Streisand und Dusty Springfield. Streisand veröffentlichte 1971 eine LP unter anderem mit drei Nyro-Kompositionen, darunter das titelgebende „Stoney End“.
Ihr Erfolg als Komponistin zeigt sich darin, dass ihr Musikverlag Tuna Fish Music 1970 von Billboard auf Platz 23 aller Musikverlage geführt wurde.
Trotz ihrer hohen Musikalität und der Fähigkeit, in ihren Liedern verschiedene Stilelemente zu mischen und damit erfolgreiche Titel zu komponieren, war Laura Nyro, die auf der Bühne bis zur Erschöpfung aus sich herausgehen konnte, überaus zurückhaltend und selbstkritisch. Schon nach ihrem Auftritt in Monterey hatte sie das Gefühl, versagt zu haben und vom Publikum ausgebuht worden zu sein. Auch wenn ihr Act den Zuhörern einiges abverlangte, die, „zu einem großen Teil bekifft, eine endlose Folge von Love-and-Peace-Performances erwarteten“, zeigen D. A. Pennebakers zuvor unveröffentlichte Filmsequenzen über das Festival, die VH1 im Juni 1997 – exakt 30 Jahre danach – unter dem Titel Monterey Pop: The Lost Performances ausstrahlte, doch, dass ihr Vortrag dort durchaus Zuspruch gefunden hatte. Sie aber behielt ihre ausgeprägte Scheu vor Kameras bis an ihr Karriereende, so dass es zwar einige Radiointerviews, aber kaum Filme oder Videos von dieser für die Entwicklung der populären Musik bedeutsamen Frau gibt. Noch in den 1990ern lehnte sie ab, sich in Johnny Carsons und David Lettermans Fernsehshows interviewen zu lassen.
Nyros Lyrics
Ihre frühen Texte behandelten meist Alltagssituationen und Beziehungsthemen, dies aber mit einer für eine knapp 20-jährige ungewöhnlichen Beobachtungsgabe und in einer Sprache, die Kritiker als reif bezeichneten und die frühzeitig die Frage nach Laura Nyros sexueller Orientierung aufkommen ließ. In Emmie beispielsweise besingt sie ein Mädchen mit den Worten „You are the natural snow, the unstudied sea, … you ornament the earth for me“ und dem Neil Diamonds Cherry Cherry entlehnten Refrain '„She got the way to move me, Emmie“, das sie in einem späteren Remake durch „Mother, my friend, Daughter, my friend, Sister, my friend, Lover …“ ersetzte. Es wurde darüber spekuliert, ob der Text aus der Sicht eines Mannes geschrieben war, sie damit eine spezifische Person meinte (etwa die mit ihr befreundete Journalistin Ellen Sander) oder ob dies eine Ehrung der ihr selbst seelenverwandten Dichterin Emily Dickinson darstellen sollte; Laura Nyro selbst äußerte auf eine entsprechende Frage, Emmie sei „the eternal feminine“, also die Beschreibung des „ewig Weiblichen“.

In einer Zeit, in der Sexualität zunehmend auch bei weißen Amerikanern Eingang in Alltags- und Musiksprache fand, ließen die meisten Nyro-Texte dem Zuhörer Raum zu eigener Phantasie und Interpretation. Die Schriftstellerin Patricia Romanowski charakterisierte dies mit den Worten „Sie setzte dem falschen End-1960er Utopia einer von Schuldgefühlen ungetrübten Promiskuität eine bewusste Mischung aus glühender Scham und lustvoller Unterwerfung entgegen“. Die Songautorin war sich des sexuellen Charakters etlicher ihrer Texte durchaus bewusst: während der Aufnahmen zu ihrer zweiten LP offenbarte sie einer Freundin: „Wenn dieses Album fertig ist, wird meine Mutter genauestens wissen, wo ich überall gewesen bin“.
Reife wird auch in ihrem Umgang mit dem Thema Tod deutlich: And When I Die, das sie 1966 geschrieben hatte, erinnert in nichts an die dramatische, schwermütig-quälerische Attitüde, die in den frühen 1960ern in einer ganzen Reihe von themengleichen Popsongs (Teen Angel, Tell Laura I Love Her, Last Kiss, Dead u. a. – mehr dazu siehe hier) zum Ausdruck kam, die sie in ihrer Jugend zweifellos gehört hat. Vielmehr strahlt dieses Lied, das in der Tradition der Gospels steht, textlich wie musikalisch Gelassenheit und Optimismus aus, die von einer gerade 18-Jährigen zumindest bei einem solchen Thema nicht unbedingt erwartet werden:
I’m not scared of dying

And I don’t really care.

If it’s peace you find in dying

Well, then let the time be near.
I swear there ain’t no heaven

And I pray there ain’t no hell.

But I’ll never know by living

Only my dying will tell.
Mit dem Vers All I ask of living is to have no chains on me, and all I ask of dying is to go naturally leitet das Lied zum Refrain über:
And when I die

And when I’m dead, dead and gone

There’ll be one child born

And this world to carry on.
Nyros Biographin Michele Kort erklärt diese Reife insbesondere mit einer vergleichsweise frühen Erziehung zur Selbständigkeit, den vielschichtigen Anregungen in einer kunstinteressierten Familie und ihrem Aufwachsen in der Bronx, die Anschauungsunterricht auch für die ernsten Seiten des Lebens bot. Paul Zollo, der eine viel beachtete Monografie über Songwriter verfasst hat, stellt darin fest: „Hätte Laura Nyro ausschließlich And When I Die geschrieben, gebührte ihr dennoch ein eigenes Kapitel in den Annalen des Songwritings.“
Explizit politische oder sozialkritische Songs bildeten in ihrem Gesamtwerk eher die Ausnahme, aber es gab sie auch schon früh, wie beispielsweise Poverty Train, Christmas in My Soul und Save the Country. Letztgenannten Titel schrieb sie im Juni 1968, unter dem unmittelbaren Eindruck der Morde an Martin Luther King und Robert Kennedy; das Lied wurde von Los Angeles’ Radiosender KRLA einmal pro Stunde an dem Augustwochenende ausgestrahlt, an dem es in Chicago zu massiven Polizeiübergriffen gegen Anti-Vietnam-Demonstranten rund um das Parteitagsgebäude der Demokraten kam.
Später entstanden mit Broken Rainbow, The Right to Vote, The Wild World und Lite a Flame (The Animal Rights Song) weitere Songs zu Themen, die die US-amerikanische Öffentlichkeit aktuell beschäftigten. Auch für sie gilt allerdings, wie für ihre Texte insgesamt, dass sie keine plakativen Politslogans enthalten, sondern kritisierte Verhältnisse lyrisch verkleiden.
Lieder über ihre Geburtsstadt hingegen hat sie häufig verfasst, die auf New York Tendaberry sogar das konzeptionelle Rückgrat dieses Albums bilden. Parallel zu ihrer Biographie standen auch Aspekte der Mutterschaft (auf Nested und Mother’s Spiritual) zeitweise im thematischen Zentrum ihres Schaffens.

### Laura Nyros Stellenwert Ende der 1960er Jahre
Laura Nyros frühe LPs verkauften sich jeweils in Stückzahlen zwischen 200.000 und 400.000 Exemplaren – eher wenig für Pop-Alben, aber doch relativ viel für eine Sängerin, die „die Zuhörer mit einem Stakkato surrealer Assoziationen bombardierte. Sie schrie, kreischte und stöhnte mit einer schrillen Drei-Oktaven-Stimme … und erzählte von den psychischen Störungen, den perversen Wunschträumen und der panischen Todesfurcht einer jungen Frau“ (so jedenfalls die boulevardträchtige Charakterisierung von Graves/Schmidt-Joos). Zeitgenössische Kritiker und zahlreiche Rock- und Jazz-Musiker hingegen hielten die auf der Bühne meist in schwarzen Samt gekleidete Nyro für eine der musikalisch wegweisendsten Persönlichkeiten dieser Jahre; vermutlich einer von diesen gab ihr spätestens 1969 den Beinamen „Bronx Ophelia“. Auch Sängerinnen wie Joni Mitchell („Wegen Laura habe ich wieder angefangen, Klavier zu spielen“), Rickie Lee Jones, Rosanne Cash („Ohne ihre Vorarbeit und ihr Vorbild wäre es für uns weibliche Singer und Songwriter erheblich schwieriger geworden.“) sowie die bis dahin nur komponierende Carole King betonten später die Bedeutung, die Laura Nyro sowohl als Interpretin als auch als Autorin für ihre eigenen Karrieren gehabt habe. Mit vielen von ihnen, darunter auch älteren wie Buffy Sainte-Marie, war sie zudem persönlich befreundet. Selbst Bob Dylan, dessen frühe Texte wie Subterranean Homesick Blues sie wegen ihrer Sprachgewalt bewunderte, bat 1969 darum, ihr vorgestellt zu werden – sie selbst hätte sich das umgekehrt nicht getraut. John Sebastian bot ihr an: „Falls du je eine Mundharmonika brauchst, lass’ verdammt noch mal mich sie spielen.“ Das Fachblatt Cash Box widmete ihr Ende des Jahres eine Titelstory und nannte sie „eine der heißesten Autorinnen und Sängerinnen im Musikgeschäft“.
Es waren aber keineswegs nur die „großen Namen“, zu denen Laura Nyro ein persönlich enges, oft als herzlich beschriebenes Verhältnis unterhielt – sie bezog auch Musiker ihrer Begleitbands, Zuhörer während eines Konzertes und Menschen, denen sie im Alltag begegnet war, wiederholt und auf unkomplizierte Weise in ihr künstlerisches und privates Leben ein. So fragte sie eine Studentin, die während eines Auftritts ein selbstgemaltes Nyro-Bild hochhielt, von der Bühne herunter spontan nach ihrer Telefonnummer und bat sie anschließend darum, diese Zeichnung – gegen Bezahlung – verwenden zu dürfen, die dann das Front Cover von Christmas and the Beads of Sweat zierte. Nydia Mata, eine kubanische Gelegenheitsperkussionistin, lernte Nyro durch einen gemeinsamen Schulfreund kennen; nach einem Treffen in ihrer New Yorker Wohnung, bei dem später Patti LaBelle mit ihrer Gruppe aufkreuzte und alle gemeinsam musizierten, bestimmte Laura Nyro, dass die 19-jährige, bühnenunerfahrene Mata bei den Aufnahmen zu Gonna Take a Miracle mitwirken solle – auch im Studio oder auf Tourneen stets ein Stück ihres Zuhauses um sich zu haben, war für sie sehr wichtig. Jimmy Vivino, zeitweilig ihr Tour-Gitarrist, erinnert sich: „Unterwegs im Bus hielt sie immer wieder Ausschau nach einem Haus, in dem sie mit uns zusammenwohnen konnte wie eine Familie.“
Bei ihren Konzerten fiel auf, dass eine besonders große Zahl junger Frauen zu ihrem Publikum gehörte. Einen Erklärungsversuch dafür gibt die Psychoanalytikerin Ellen Steingart, die mit 15 zum Nyro-Fan wurde: „Sie war uns eine Seelenverwandte, die unseren eigenen inneren Verwirrungen eine Stimme gab; sie verwandelte die Leiden eines Teenagers in etwas Schönes, etwas Königliches.“ Die unverstellte Sensibilität, die sich in ihrer Musik und ihrem persönlichen Auftreten ausdrückte, übte einen „seltenen Magnetismus“ (so die Cash Box) auch auf die Homosexuellenszene in den USA aus.

## Musikalische Rückwendung und privater Rückzug
Nach ihrem erfolgreichen Jahr 1969 war die Künstlerin gefragter denn je: sie unternahm zahlreiche Konzerttourneen, darunter erstmals nach Europa (u. a. Royal Festival Hall in London, Februar 1971) und mehrfach nach Japan (1971 und 1972). Auch ihre USA-Konzerte, insbesondere in Kalifornien und ihrer Geburtsstadt New York – beispielsweise im Fillmore East (Juni 1970, Mai 1971) und der Carnegie Hall (Februar und Heiligabend 1971) –, waren regelmäßig ausverkauft. Viele Kollegen und Kolleginnen waren gerne bereit, mit ihr zusammen zu spielen und aufzutreten, etwa Gitarrist Duane Allman, die Harfenistin Alice Coltrane und das Miles Davis Quintet.
Im November 1970 erschien ihre vierte LP Christmas and the Beads of Sweat, co-produziert vom Rascals-Sänger und -Organisten Felix Cavaliere. Live und im Studio spielte Nyro auch zunehmend Fremdkompositionen, vor allem Soul-Balladen wie Natural Woman oder Ain’t Nothing Like the Real Thing. Auf diese Weise kehrte sie immer stärker zu den musikalischen Vorlieben ihrer Jugendjahre in den frühen 1960ern zurück. Zwar war sie Mezzosopranistin, aber ihr Stimmumfang von drei Oktaven und ihre ausgeprägte Modulationsfähigkeit ermöglichten ihr auch die authentische Interpretation „schwarzer“ Titel; ein Redakteur des Rolling-Stone-Magazins erfand dafür die Bezeichnung „blues soprano“, ein anderer schrieb von ihrem „white soul“.
Anfang 1971 stieß die Streisand mit Nyros Stoney End in die Top Ten vor.
Eine halbjährige Beziehung mit dem Musiker Jackson Browne verstärkte ihr Bedürfnis nach einem ganz normalen Familienleben; 1972 heiratete sie den gleichaltrigen David Bianchini, einen hochdekorierten Vietnam-Veteranen, den sie im Jahr zuvor außerhalb des Musikgeschäfts kennengelernten hatte, mit dem sie viel umherreiste und sich schließlich in Connecticut niederließ. Diese Ehe hielt allerdings nicht lange: 1974 trennte sich das Paar wieder, zunächst in gutem Einvernehmen; im Sommer 1976, nach gerichtlichen Vermögensauseinandersetzungen, wurde die Ehe geschieden. Laura behielt dennoch den bürgerlichen Namen Bianchini bei.
Im November 1971 war ihre fünfte Langspielplatte Gonna Take a Miracle erschienen, auf der Laura Nyro gemeinsam mit dem Soul-Trio Labelle, wie sich die Bluebelles neuerdings nannten, ausschließlich Remakes von Rhythm-and-Blues- bzw. Rockklassikern einspielte und die sie selbst „meine Teenage-Heartbeat-Songs“ nannte. Das Album, stilistisch passend im Sigma Sound Studio in der Heimat des Phillysounds aufgenommen, brachte es auf Platz 46 der LP- und Platz 41 der Soul-LP-Bestseller. Kurz darauf zog sie sich unvermittelt in ihr Haus und ins Privatleben zurück. In den folgenden Jahren verfasste sie dort allerdings weiter Songtexte; die Melodien dazu behielt sie ausschließlich im Kopf: Laura Nyro hatte ein ausgezeichnetes musikalisches Gedächtnis. Klänge drückte sie oft in Farbnuancen aus, wie sie überhaupt – auch gegenüber Studiomusikern bei Aufnahmesessions – ausgesprochen bildhaft erklärte, welchen Sound sie sich vorstellte („Spiel' den Gitarrenriff nicht wie einen Chrom-und-Plastiksessel, sondern wie einen alten Schaukelstuhl“).
Ab 1971 kam es auch zu einer wachsenden Entfremdung zwischen ihr und David Geffen. Dazu trug bei, dass Geffen sich immer häufiger nur noch an der Westküste aufhielt, wo er sein eigenes Label (Asylum) gründete, zu dem er Laura Nyro gerne mitgenommen hätte; sie aber wollte aus Dankbarkeit für die großzügige Unterstützung und die ihr eingeräumte künstlerische Freiheit lieber ihren Vertrag bei Columbia verlängern. Außerdem verhandelte Geffen – ob tatsächlich zeitweise auch hinter ihrem Rücken, wird von beiden widersprüchlich dargestellt – über den Verkauf des gemeinsamen Musikverlages Tuna Fish Music an Columbia; dieser wurde letztlich realisiert, und Geffen erhielt von den 3 Mio. $ Verkaufspreis seine 50 % ausbezahlt. 1972 trennte die Sängerin sich von ihrem erfolgreichen Manager und unterschrieb für fünf weitere Jahre und fünf LPs bei Columbia.

## Zweimaliges Comeback

### 1975 bis 1978
So unvermittelt, wie sie sich zurückgezogen hatte, kehrte Laura Nyro in den „Big Apple“ zurück, ging im November 1975 erneut auf Japan-Tournee, veröffentlichte im März 1976 ein neues Studio-Album (Smile, wiederum in Co-Produktion mit Charlie Calello, das es immerhin auf Platz 60 der Charts brachte) und gab wieder Konzerte. Ihre Musik dieser anschließenden Jahre tendierte noch stärker zum Jazz Rock bzw. Fusion Jazz, was sich auch an den Musikern ablesen lässt, mit denen sie zusammenarbeitete (unter anderem Joe Farrell, Randy und Michael Brecker). Calello beschrieb Nyros Wandel: „Eigentlich passten die ganzen unterschiedlichen Stilrichtungen nicht zusammen, doch dank Lauras Authentizität und ihrer Leidenschaft … kam am Ende etwas ganz Neues, Aufregendes, zuvor nie Gehörtes zustande.“ In den Jahren ihrer Abstinenz hatte sich zudem die Musikszene stark gewandelt: mit Joni Mitchell, Carole King und Carly Simon waren andere weibliche Singer-Songwriter ins Rampenlicht getreten, Frauen wie Patti Smith vertauschten das Klavier mit der E-Gitarre und veränderten den Trend stärker in Richtung Hard Rock bzw. Punkmusik.
Auch Nyros Art des Vortrags hatte sich verändert: reifer geworden, trug sie ihre neuen Kompositionen mit einer immer noch bemerkenswert brillanten Stimme vor, gegenüber den frühen Jahren etwas weniger intensiv, dafür aber vielschichtiger und subtiler; Graves/Schmidt-Joos bewerten dies mit den Worten „erloschener Vulkan“ allerdings negativer. Auf einer Konzerttournee durch die USA entstand 1977 das Live-Album Season of Lights, das Columbia nur in einer stark gekürzten Fassung herausbrachte; erst 1993 sollte Sony Japan den vollständigen Mitschnitt veröffentlichen, der das gesamte Spektrum ihrer musikalischen Entwicklung in den 1970ern darbot.
Anschließend erfüllte sie sich ihren schon länger gehegten Kinderwunsch. Nach dem Besuch eines zehn Jahre älteren, indischen Brieffreundes wurde sie schwanger, arbeitete parallel dazu an einem neuen Album, das mithilfe mobiler Technik in ihrem privaten „Nest“ in Danbury aufgenommen und im Juni 1978 unter dem Namen Nested veröffentlicht wurde. Als ihr Sohn Gil Bianchini am 23. August 1978 zur Welt kam, war dessen Erzeuger längst wieder nach Indien zurückgekehrt, während seine Mutter sich erneut aus dem Musikbusiness zurückzog. Laura Nyro schrieb allerdings weiterhin zahlreiche Lieder, von denen sie ab 1982 auch Demos anfertigen konnte, weil sie sich ein 200.000 $ teures Aufnahmestudio in ihrem Haus hatte einbauen lassen. In diesem Jahr lernte sie auch die sieben Jahre jüngere New Yorker Malerin Maria Desiderio kennen, die bald dauerhaft mit ihr zusammenlebte. Laura hat sich bis zu ihrem Tod nie als bisexuell oder lesbisch bezeichnet und sich öffentlich auch nie dazu erklärt, wie sie überhaupt Etikettierung und Vereinnahmungsversuche, etwa durch die Frauenbewegung, immer ablehnte; im Familienkreis äußerte sie – wie ihre Schwägerin später erzählte – über ihre Beziehung zu Desiderio schlicht „I found my soulmate. I’m happy“.

### 1984 bis 1997
Im Januar 1984 erschien wieder eine LP (Mother’s Spiritual) von ihr, für die ihr langjähriger Freund und Bewunderer Todd Rundgren einige Stücke mitproduziert hatte und auf der sie überwiegend im tiefen Stimmbereich singt; auch rhythmisch ersetzen gleichmäßigere, ruhige Kadenzen ihre früher häufigen Synkopen und Tempowechsel. Die stimmliche Veränderung rührte daher, dass sie sich das Rauchen abgewöhnt und selbst das Gefühl hatte, Töne jetzt doppelt so lange halten zu können wie in den Jahren zuvor. Eine Journalistin des San Francisco Examiner urteilte nach einem Live-Auftritt: „Ihre Stimme ist klarer, voller und präziser als früher“. Und der New York Times-Kritiker Stephen Holden bewertete ihre Bedeutung mit den Worten „Keine andere Kultfigur der Popmusik besaß einen länger anhaltenden Einfluss auf die Urban Music“.
Im gleichen Jahr gründete Laura Nyro einen eigenen Musikverlag für ihre zukünftigen Songs, nachdem sie ihre Autorenverpflichtungen gegenüber Columbia erfüllt hatte, anfangs unter dem Namen Sushimi, den sie bald in Luna Mist Music änderte; der Anklang an Tuna Fish Music war wohl beabsichtigt. Auf Livekonzerte – auch nicht auf eine Promotion-Tour für das neue Album – verspürte sie aber noch keine Lust.
Das änderte sich erst 1988, als sie wieder auf den New Yorker Bühnen zu sehen war und auf mehreren Tourneen durch die USA zog. Erstmals spielte sie statt des Pianos ein elektronisches Keyboard, weil das Publikum sie so frontal zu sehen bekam und auch sie selbst Augenkontakt zu ihren Zuhörern halten konnte. Damit einher ging, dass sie auch bei ihren Zwischenansagen freier und weniger introvertiert wirkte. 1989 war sie mit den weiblichen Mitgliedern ihrer aus persönlichen Freunden und Freundinnen neu zusammengestellten Band einer der Haupt-Acts auf dem Michigan Womyn’s Music Festival. Ebenfalls 1989 trat sie beim Newport Folk Festival auf; ein Mitschnitt ihrer sechs vorgetragenen Songs wurde 2016 auf LP und 2020 auf einer CD-EP veröffentlicht.
Bei den Aufnahmen zur LP Tonin'  von Manhattan Transfer sang sie als Gast gemeinsam mit der Sopranistin Cheryl Bentyne die Hauptstimme in La La Means I Love You, einem Song aus ihrer Feder. In diesen Jahren engagierte sie sich finanziell und propagandistisch in der Tierrechtsbewegung, wurde konsequenterweise Vegetarierin und schrieb mit Lite a Flame (The Animal Rights Song) auch ein Lied zu diesem Thema; im Juni 1990 sang sie zum Abschluss des ersten „March for the Animal“ auf den Stufen des Capitol.

Von einem ihrer frühesten Konzerte nach dem zweiten Comeback entstand im Bottom Line, einem New Yorker Club, in dem sie über die Jahrzehnte immer wieder auftrat, ein Live-Mitschnitt, den die Künstlerin auf eigene Rechnung bei dem kleinen Cypress-Label von A&M Records veröffentlichte, weil Columbia auf einem vertraglich vereinbarten Studioalbum (Walk the Dog & Light the Light) bestand. Dessen Produktion zog sich rund vier Jahre hin, wurde von den Kritikern hoch gelobt, aber deutlich seltener verkauft als Laura: Live at the Bottom Line. Ab 1989 gab sie jährlich ein ausverkauftes Weihnachtskonzert in Greenwich Village und im Sommer 1991 tourte sie gemeinsam mit Bob Dylan durch die USA, was sie als große Auszeichnung empfand. 1994 gastierte sie erneut in Japan; bei diesen sechs Auftritten in Tokio und Kyoto bestand ein Großteil des Publikums aus Teenagern, die zur Zeit ihrer größten Erfolge noch gar nicht geboren, sondern wegen der „neuen Nyro“ gekommen waren.
Im Sommer 1995 wurde bei ihr eine Krebserkrankung der Eierstöcke im fortgeschrittenen Stadium diagnostiziert, der auch schon ihre eigene Mutter, ihre Großmutter und eine Großtante zum Opfer gefallen waren. Trotz Chemotherapie arbeitete Laura Nyro weiter, soweit es ihre Kräfte zuließen, und trat auch noch wenige Male – wegen des rapiden Haarausfalls mit einer Perücke – öffentlich auf. Um den Jahreswechsel 1996/97 nahm sie, wenn auch am Ende nur noch in zahlreichen, langen Telefonaten, ein letztes Mal intensiv Einfluss auf die Zusammenstellung einer ihrer LPs (Stoned Soul Picnic, eine Kompilation ihrer besten Aufnahmen), die Columbia Records herausbrachte, obwohl die Firma 1994 den Plattenvertrag nicht mehr verlängert hatte.
Wenige Wochen nach dem Erscheinen dieses letzten Albums starb Laura Nyro, 49-jährig, am 8. April 1997 in ihrem Haus in Danbury. Am 6. November 1999 folgte ihr ihre Lebenspartnerin Maria Desiderio, die an derselben Krankheit litt. Die Asche beider Frauen wurde neben der von Laura Nyros Lieblingshund auf ihrem Grundstück in Danbury beigesetzt.

## Nach Nyros Tod
Im Mai 1997 erschien ein Tributalbum (Time and Love: The Music of Laura Nyro), auf dem unter anderem Suzanne Vega, Phoebe Snow, Leni Stern und Rosanne Cash zu hören sind. Bei dem Laura Nyro Memorial Concert in Manhattans Beacon Theatre (Oktober 1997) traten neben anderen Patti LaBelle, Rickie Lee Jones, Desmond Child und Alice Coltrane auf. Bereits 1990 war Laura Nyro in die New York Music Awards Hall of Fame aufgenommen worden; die Recording Academy verlieh ihrer allererster LP 1999 einen Platz in der Grammy Hall of Fame und der Musiksender VH-1 führte die Künstlerin auf Platz 51 seiner Top 100 Women in Rock-Liste.
Im Oktober 1997 führte die New Yorker Tanzcompagnie Sensedance Art of Love – a tribute to Laura Nyro in der Choreografie von Henning Rübsam in SoHo auf. Das Werk wurde zu fünf Liedern von Nyro präsentiert.
Alleine von 25 ihrer bekanntesten Songs existieren in den USA Coverversionen von mindestens 70 verschiedenen Interpreten auf Schallplatte. Neben den oben bereits genannten haben u. a. auch Sammy Davis, Jr., Diana Ross, NRBQ, Petula Clark und Frankie Valli Nyro-Titel aufgenommen, dazu Jazzmusiker wie Tenorsaxophonist Stanley Turrentine (eine rein instrumentale Fassung von Stoned Soul Picnic) und Bluessänger wie Watermelon Slim (A-cappella-Version von And When I Die).
Aber auch ihre eigenen Versionen haben seit Ende der 1990er Jahre den Weg auf diverse Sampler gefunden, die beispielsweise wichtige Songs des 20. Jahrhunderts, bedeutende Singer-Songwriter oder richtungsweisende Sängerinnen präsentieren (siehe unten).
Unter dem Arbeitstitel December’s Boudoir, benannt nach einem Song von der LP Eli and the Thirteenth Confession, drehten Patty DiLauria – sie betreute die „Bronx Ophelia“ in ihren letzten Wochen in deren Haus – und Maria Florio einen Film über Nyros Leben und Werk; die musikalische Leitung lag bei Jimmie Haskell, der schon an der Produktion ihrer frühen Platte New York Tendaberry beteiligt gewesen war. Veröffentlicht wurde der Film damals nicht, weil die Autorinnen 2008 Schwierigkeiten mit der Finanzierung hatten.
Die BBC strahlte 2005 auf Radio 2 eine Dokumentation Shooting Star – Laura Nyro Remembered aus, die von Nyros Freundin Bette Midler gesprochen wurde und Wortbeiträge von David Geffen, Suzanne Vega, Janis Ian sowie ihren ehemaligen Co-Produzenten Arif Mardin und Gary Katz enthielt und die im April 2006 wiederholt wurde.
Die LP Eli and the Thirteenth Confession erhielt einen Platz in Robert Dimerys 1001 Alben. Musik, die Sie hören sollten, bevor das Leben vorbei ist. (s. u., Literatur), während New York Tendaberry in dem von der britischen Musikzeitschrift Mojo 2003 herausgegebenen Buch der besten Alben aller Zeiten Aufnahme fand.
Nachdem Laura Nyro bereits 2010 und 2011 Anwärterin für die Aufnahme in die Rock and Roll Hall of Fame gewesen war, wurde sie 2012 endgültig von der Rock and Roll Hall of Fame Foundation aufgenommen. Bette Midler hielt dabei eine sehr emotionale „Einführungsrede“ (Induction); anschließend trug Sara Bareilles Nyros Stoney End und Save the Country vor.
Letzte Worte
- „Viele bekannte Künstler wurden später an Laura Nyro gemessen – sie selbst war nie mit jemand anderem vergleichbar.“ (Richard Harrington in der Washington Post)[53]
- „Als Teenager war ich von Laura Nyro fasziniert; ihre ersten vier LPs – nie hat jemand solche Musik geschaffen!“ (R.E.M.-Gitarrist Peter Buck)[54]
- „Was Hendrix mit seiner Gitarre angestellt hat, hat Laura Nyro mit ihrer Stimme und ihren Kompositionen hervorgebracht.“ (Louie Pérez, Drummer bei Los Lobos)[55]
- „Leute, die sie im 21. Jahrhundert zum ersten Mal hören, glauben oft, sie sei eine neue, alternative Sängerin. Ihre Musik ist vollkommen zeitlos.“ (Phoebe Snow)[56]
- „Ich liebe die Kunst, nicht das Showgeschäft.“ (Laura Nyro, 1988)[57]

## Diskografie

### Studioalben
| Jahr | Titel                             | Höchstplatzierung, Gesamtwochen, AuszeichnungChartsChartplatzierungen (Jahr, Titel, Platzierungen, Wochen, Auszeichnungen, Anmerkungen) | Anmerkungen |
| Jahr | Titel                             | US | Anmerkungen |
| ---- | --------------------------------- | --- | --- |
| 1966 | More Than a New Discovery         | US97 (11 Wo.)US | Erstveröffentlichung: Februar 1966 1969 als Laura Nyro, 1973 als The First Songs wiederveröffentlicht Charteinstieg in US erst 1973 |
| 1968 | Eli and the Thirteenth Confession | US181 (7 Wo.)US | Erstveröffentlichung: August 1968                                                                                                   |
| 1969 | New York Tendaberry               | US32 (17 Wo.)US | Erstveröffentlichung: November 1969 in Deutschland auf CBS erschienen                                                               |
| 1970 | Christmas and the Beads of Sweat  | US51 (14 Wo.)US | Erstveröffentlichung: Dezember 1970                                                                                                 |
| 1971 | Gonna Take a Miracle              | US46 (17 Wo.)US | Erstveröffentlichung: Dezember 1971 mit Labelle                                                                                     |
| 1976 | Smile                             | US60 (14 Wo.)US | Erstveröffentlichung: März 1976 |
| 1984 | Mother’s Spiritual                | US182 (3 Wo.)US | Erstveröffentlichung: März 1984 |

Weitere Studioalben:
- Nested (1978)
- Walk the Dog & Light the Light (1993)
- Angel in the Dark (post mortem veröffentlicht, 1994/95 aufgenommen, Veröffentlichung: 2001)

### Livealben
| Jahr | Titel            | Höchstplatzierung, Gesamtwochen, AuszeichnungChartsChartplatzierungen (Jahr, Titel, Platzierungen, Wochen, Auszeichnungen, Anmerkungen) | Anmerkungen |
| Jahr | Titel            | US | Anmerkungen |
| ---- | ---------------- | --- | ----------- |
| 1977 | Season of Lights | US137 (5 Wo.)US |             |

Weitere Livealben
- 1971 – Spread Your Wings and Fly: Live at the Fillmore East (post mortem veröffentlicht)
- 1989 – Laura: Live at the Bottom Line
- 1990 – Live from Mountain Stage (post mortem veröffentlicht)
- 1993 – Live: The Loom’s Desire (post mortem veröffentlicht)
- 1994 – Live in Japan (post mortem veröffentlicht)

### Kompilationen
- 1972 – Laura Nyro Sings Her Greatest Hits (nur in Japan veröffentlicht)
- 1980 – Impressions
- 1997 – Stoned Soul Picnic: The Best of Laura Nyro
- 2000 – Time and Love: The Essential Masters (post mortem veröffentlicht)
- 2017 – A Little Magic, A Little Kindness: The Complete Mono Albums Collection
- 2024 – Hear My Song: The Collection (19 CDs und ein 88-seitiges Buch)

### Singles (ohne Re-Releases)
| Jahr | Titel Album                                     | Höchstplatzierung, Gesamtwochen, AuszeichnungChartsChartplatzierungen (Jahr, Titel, Album, Platzierungen, Wochen, Auszeichnungen, Anmerkungen) | Anmerkungen                    |
| Jahr | Titel Album                                     | US | Anmerkungen                    |
| ---- | ----------------------------------------------- | --- | ------------------------------ |
| 1970 | Up On The Roof Christmas and the Beads of Sweat | US92 (2 Wo.)US | B-Seite: Captain Saint Lucifer |

Weitere Singles
- 1966
  - Wedding Bell Blues / Stoney End
  - Wedding Bell Blues / And when I Die (in Großbritannien)
- 1968
  - Sweet Blindness / Eli’s Coming
  - Save the Country / Timer
  - Lu / Once It Was Alright Now (Farmer Joe)
  - Stoned Soul Picnic / Sweet Blindness
  - Once It Was Alright Now (Farmer Joe) / Woman’s Blues (in Großbritannien)
- 1969
  - Save the Country / Eli’s Coming
  - Goodbye Joe / Billie’s Blues
  - Flim Flam Man / And when I Die
  - I Never Meant to Hurt You / Goodbye Joe
  - Time and Love / The Man who Sends Me Home
  - Save the Country (Langversion) / New York Tendaberry
- 1970
  - When I Was a Freeport and You Were the Main Drag / Been on a Train
- 1971
  - It’s Gonna Take a Miracle / Desiree
- 1990
  - Let it Be Me / The Christmas Song
- 1993
  - A Woman of the World (CD-Single)

### Einzelne Titel auf Samplern (Auswahl)
- And when I Die
  - The Ultimate Singer-Songwriter Collection, Realm/Warner, 2003
- Christmas in My Soul
  - Return of Sampler Claus, Columbia,?
- Eli’s Coming
  - Rock’s Greatest Hits, Columbia, 1972
  - Rolling Stone Women in Rock, Razor&Tie, 1998
  - Women & Songs, Madacy, 1998
  - The Ultimate Power of Songwriters, Madacy, 2002
- La La Means I Love You [mit Manhattan Transfer]
  - Soul of the Night, Rounder, 2004
- Let it Be Me/The Christmas Song
  - Acoustic Christmas, Columbia, 1990
- Map to the Treasure
  - Listen to the Music: '70s Females Singers, Rhino, 1996
- Save the Country
  - More Heavy Sounds, Columbia,?
- Spanish Harlem [mit Labelle]
  - Where the Girls Are, Vol. 5, Ace, 2003
- Stoned Soul Picnic
  - Rock Machine: I Love You, CBS, 1968
  - Pop Music: The Golden Era 1951-1975, Sony, 1999
  - Respect: A Century of Women in Music, Rhino, 1999
- Sweet Blindness
  - Heavy Sounds, Columbia,?
  -  Somethin' Else Again: 26 Heavy Sounds from Columbia, Columbia,?
- The Bells [mit Labelle]
  - The Soul of Seduction, Sony, 1996
  - Philly Sound: Kenny Gamble, Leon Huff and the Story of Brotherly Love (1966–1976), Epic/Legacy, 1997
- Time and Love
  - Super Rock, Columbia,?
- To a Child
  - Til Their Eyes Shine (The Lullaby Album), Columbia, 1992
- Up on the Roof
  - 70s Folk Rock, K-Tel, 1995
- Wedding Bell Blues
  - Rock’s Greatest Hits, Columbia, 1972
  - Rolling Stone Presents: Female Singer-Songwriters, Rhino, 2001

### Erfolgreichste Coverversionen durch andere Künstler
- Stoned Soul Picnic – The Fifth Dimension – 1968 – Billboard Platz 3 (und Platz 1 der R&B-Charts)
- And when I Die – Blood, Sweat & Tears – 1969 – Billboard Platz 2
- Wedding Bell Blues – The Fifth Dimension – 1969 – Billboard Platz 1 – Großbritannien Platz 16
- Eli’s Coming – Three Dog Night – 1969 – Billboard Platz 10
- Stoney End – Barbra Streisand – 1971 – Billboard Platz 6 – Großbritannien Platz 27
- Sweet Blindness – The Fifth Dimension – 1971 – Billboard Platz 13